# Mesquita aljama

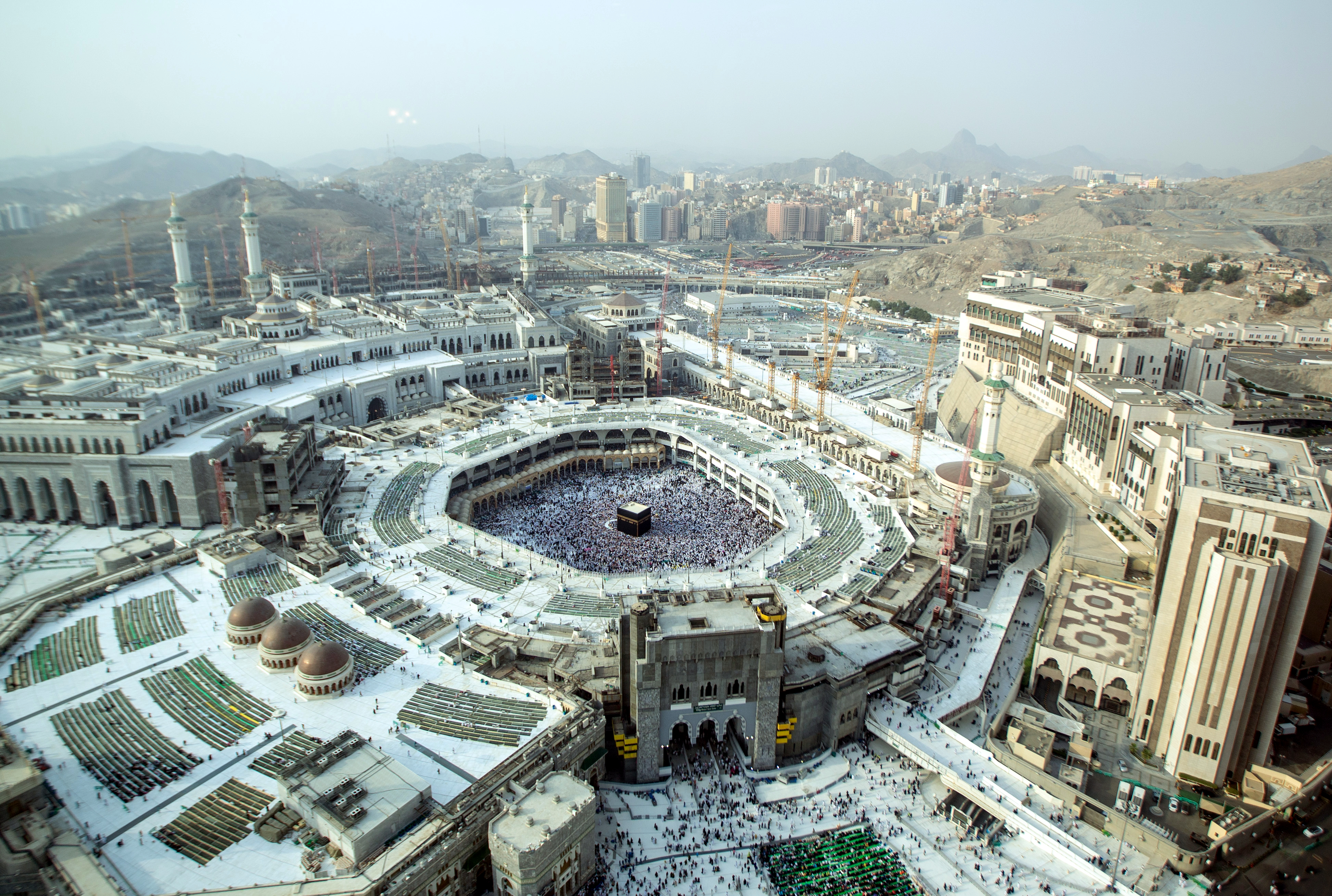
Al-Màsjid al-Haram a la Meca, Aràbia Saudita, s'utilitza habitualment per a la pregària del divendres.

Una mesquita aljama o mesquita del divendres (àrab: مَسْجِد جَامِع, masjid jāmiʿ, o senzillament جَامِع, jāmiʿ; turc: cami), també anomenada sovint gran mesquita (àrab: جامع كبير, jāmiʿ kabīr; turc: ulu cami), és una mesquita destinada a acollir les oracions del divendres al migdia conegudes com jumua. També pot acollir les oracions dels ids, l'Id al-Fitr i l'Id al-Ad·ha, quan no hi ha una musal·la o eidgah disponible a prop per acollir aquestes oracions. A la primera època de l'islam, el nombre de mesquites aljames en una ciutat era estrictament limitat. Ara bé, a mesura que les ciutats i la població musulmana van créixer, amb el pas del temps es va fer més habitual que en una mateixa localitat moltes mesquites acollissin les oracions dels divendres.

## Etimologia
El terme àrab complet per a aquest tipus de mesquita és màsjid jami (مَسْجِد جَامِع, masjid jāmiʿ) que normalment es tradueix com a ‘mesquita aljama’. «Aljama» és un mot català antic que deriva del mot àrab الجَامِع, al-jāmiʿ, a partir de la pronunciació àrab andalusina: aljàmaʿ. L'expressió original, màsjid jami, significa literalment ‘mesquita que reuneix’, ja que en el seu origen era la mesquita on es reunia o s'ajuntava la comunitat per a la pregària del divendres. Aquest fet justifica que en algunes llengües s'hagi traduït com ‘mesquita congregacional’. En àrab, les mesquites aljames sovint s'anomenen senzillament al-jami (الجَامِع, al-jāmiʿ), elidint el mot al-màsjid, ‘la mesquita’, com també passa en turc, on el terme cami s'empra, sol, per indicar la mesquita aljama. A mesura que, en l'islam modern, la distinció entre una «mesquita aljama» i les altres mesquites ha anat desapareixent, els termes àrabs màsjid i jami s'han tornat més intercanviables, fins al punt d'esdevenir gairebé sinònims.
Com que la mesquita aljama era, tradicionalment, la mesquita on la comunitat es reunia pera celebrar la pregària del divendres, a vegades també se l'ha anomenat «mesquita del divendres». De la mateixa manera, com que la mesquita aljama havia de permetre reunir-s'hi a tota la comunitat, normalment era la mesquita més gran d'un lloc, per la qual cosa també és habitual que una mesquita aljama es conegui com «gran mesquita».
Als països musulmans no arabòfons, el mot jami sovint es mescla o es combina amb altres termes àrabs amb la mateixa arrel j-m-ʿ, com ara jumua (àrab: جُمُعَة, jumuʿa), el terme àrab alcorànic per a indicar el divendres, que de fet dona nom a la 62a sura, Al-Juma (El divendres), i que també serveix per anomenar la pregària del divendres: salat al-jumua (àrab: صَلَاة الْجُمُعَة, ṣalāṫ al-jumuʿa); o com ara el mot jamaa (àrab: جَماعَة, jamāʿa), que significa ‘congregació, assemblea’.

## Història

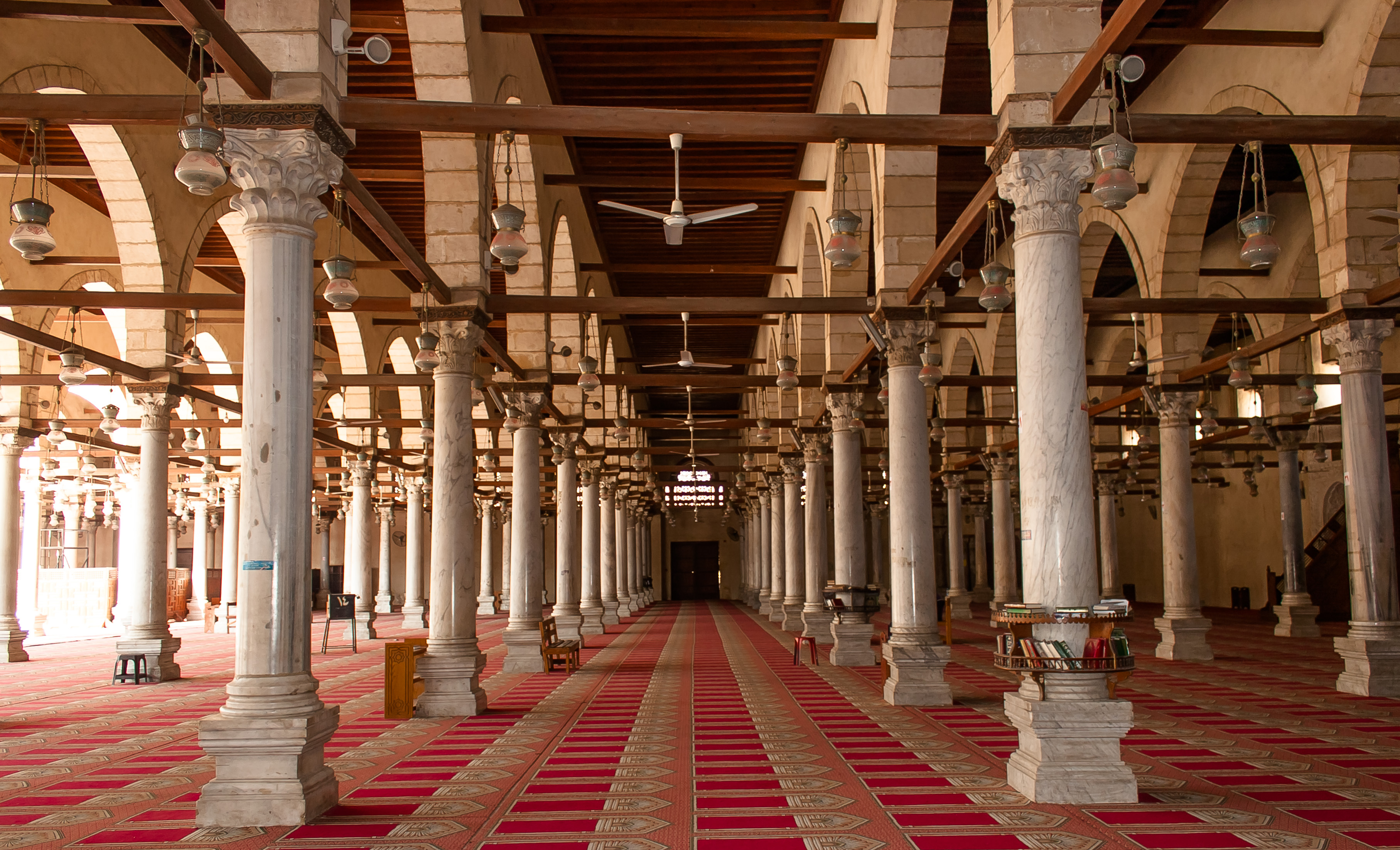
Mesquita d'Amr ibn al-As, fundada al com a primera mesquita aljama de Fustat, a Egipte

Des dels primers períodes de l'Islam, existia una distinció funcional entre les grans mesquites centrals construïdes i controlades per l'estat i les petites mesquites locals construïdes i mantingudes per la població en general. En els primers anys de l'islam, sota els primers califes i durant el regnat de molts dels califes omeies, cada ciutat en general tenia només una mesquita aljama on es feien les oracions dels divendres, mentre que als barris es construïen mesquites més petites per a les oracions diàries. De fet, en algunes parts del món islàmic, com a Egipte, els serveis de divendres no estaven permesos inicialment als pobles i només es podien fer a la mesquita aljama de la ciutat principal de la regió. El governador de la ciutat normalment construïa la seva residència (dar al-imara) al costat de la mesquita aljama, i en aquest primer període era també el governador qui pronunciava la khutba o sermó del divendres, que acompanya oracions del divendres. Aquesta pràctica es va heretar de l'exemple de Mahoma i es va transmetre als primers califes que el succeïren. A les províncies, s'esperava que els governadors locals que governaven en nom del califa fessin la khutba a la seva comunitat local. El mínbar, una mena de púlpit des del qual es feia tradicionalment la khutba, també es va convertir en una característica estàndard de les mesquites aljames a principis del període abbàssida (finals del segle viii). Fins a l'aparició de la madrassa com a institució diferenciada, durant el segle xi, la mesquita aljama també era el lloc principal per a l'educació religiosa, i era a les mesquites aljames que s'acollien les halqes o cercles d'estudi.

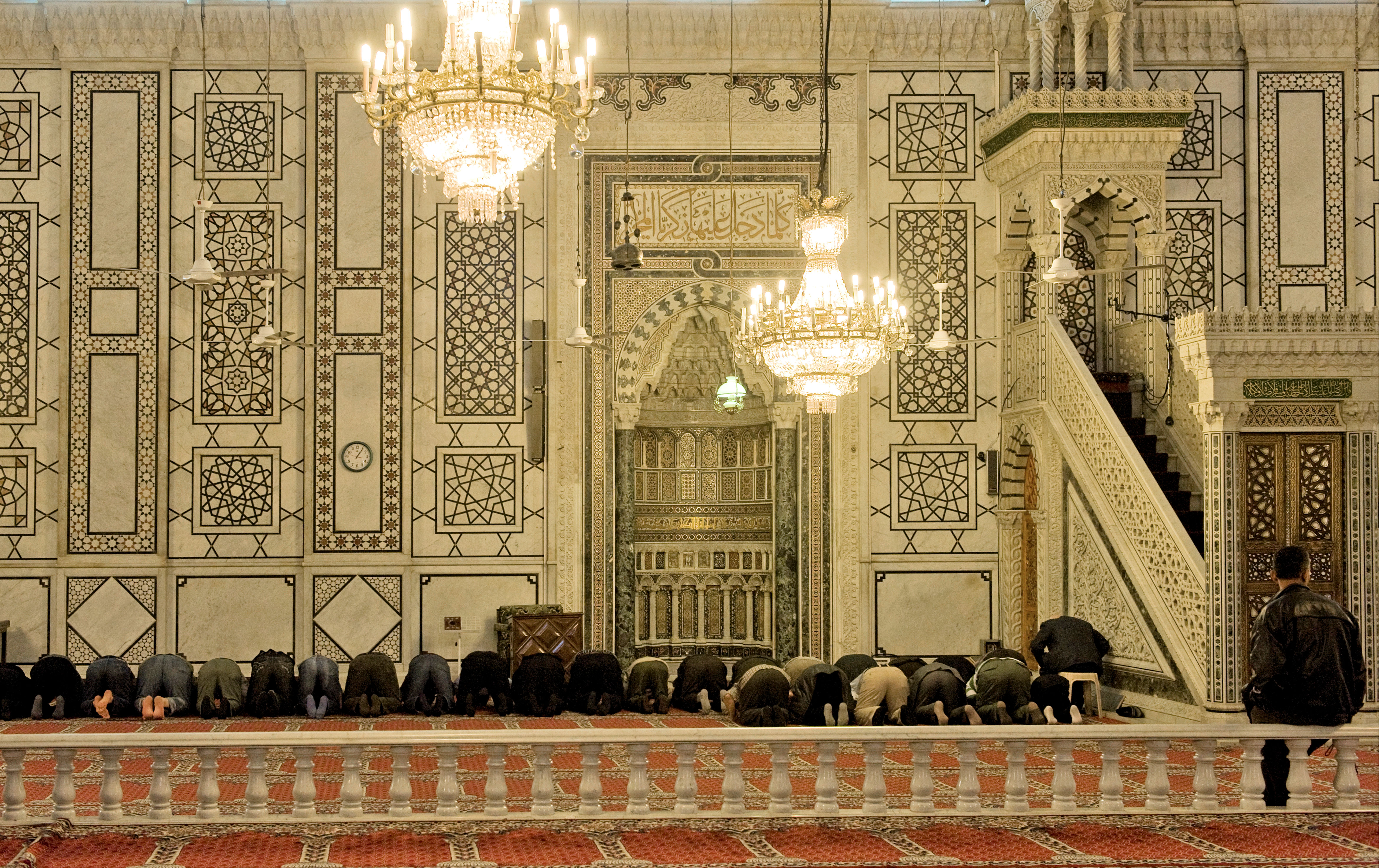
La zona del mihrab de la mesquita omeia de Damasc avui, amb el mínbar a la dreta

En segles posteriors, a mesura que el món islàmic es va dividir més en unitats polítiques diferenciades, a mesura que la població musulmana i les ciutats creixien i a mesura que els nous governants volien deixar la seva empremta de patrocini, es va fer habitual tenir múltiples mesquites aljames a una mateixa ciutat. Bagdad, la capital del Califat Abbàssida, tenia dues mesquites aljames a finals del segle ix: la gran mesquita d'al-Mansur, situada a la ciutat rodona original, a la riba occidental del riu Tigris, i la gran mesquita d'al-Mahdí, al barri de Russafa, afegit a la riba oriental del riu. Durant el segle x, el nombre de mesquites aljames va créixer a sis, en consonància amb l'existència de centenars de mesquites «comunes» locals. Els califes abbàssides, que a mitjans del segle x ja havien perdut tot poder polític, van conservar el privilegi d'establir mesquites aljames a la ciutat i de nomenar-ne els khatibs o predicadors. Al segle xi, l'escriptor i viatger àrab Ibn Jubayr indica que hi hauria onze mesquites aljames, a la ciutat.
Per citar un altre exemple, Fustat, la ciutat que va precedir el Caire modern, es va fundar al segle vii amb una única mesquita aljama, la mesquita d'Amr ibn al-As, però al segle xv, sota els mamelucs, l'aglomeració urbana formada pel Caire i Fustat comptava amb 130 mesquites aljames. De fet, la ciutat va quedar tan saturada de mesquites aljames que a finals del segle xv els seus governants ja no en podien construir de noves. Una proliferació similar de mesquites congregacionals es va produir a les ciutats de Síria, l'Iraq, l'Iran i el Marroc, així com a Constantinoble (l'actual Istanbul), després de la conquesta otomana.

## Arquitectura i funció
Les mesquites aljames funcionen com un espai comunitari. Com a espai comunitari, permet alhora la pregària i la participació social. Les mesquites aljames tenen un paper crucial en les pràctiques islàmiques comunitàries. L'Alcorà no indica els paràmetres arquitectònics d'una mesquita aljama i, per tant, existeix força varietat entre les mesquites de regions diferents, tot i que també hi ha similituds. Com que es preveu que tots els homes de la comunitat assisteixin a l'oració del divendres, les mesquites aljames han de ser prou grans per acollir-los a tots i, per tant, la seva mida varia molt d'una comunitat a una altra. L'Alcorà sí que destaca que la sala d'oració ha d'acollir la població de la comunitat. 
Gairebé totes les mesquites aljames disposen d'un mínbar, que és una plataforma elevada des d'on es fa el sermó del divendres. El mínbar es troba generalment a prop del mur de l'alquibla, la paret que es troba en la direcció de l'oració, i del mihrab.